# Esther Hobart Morris

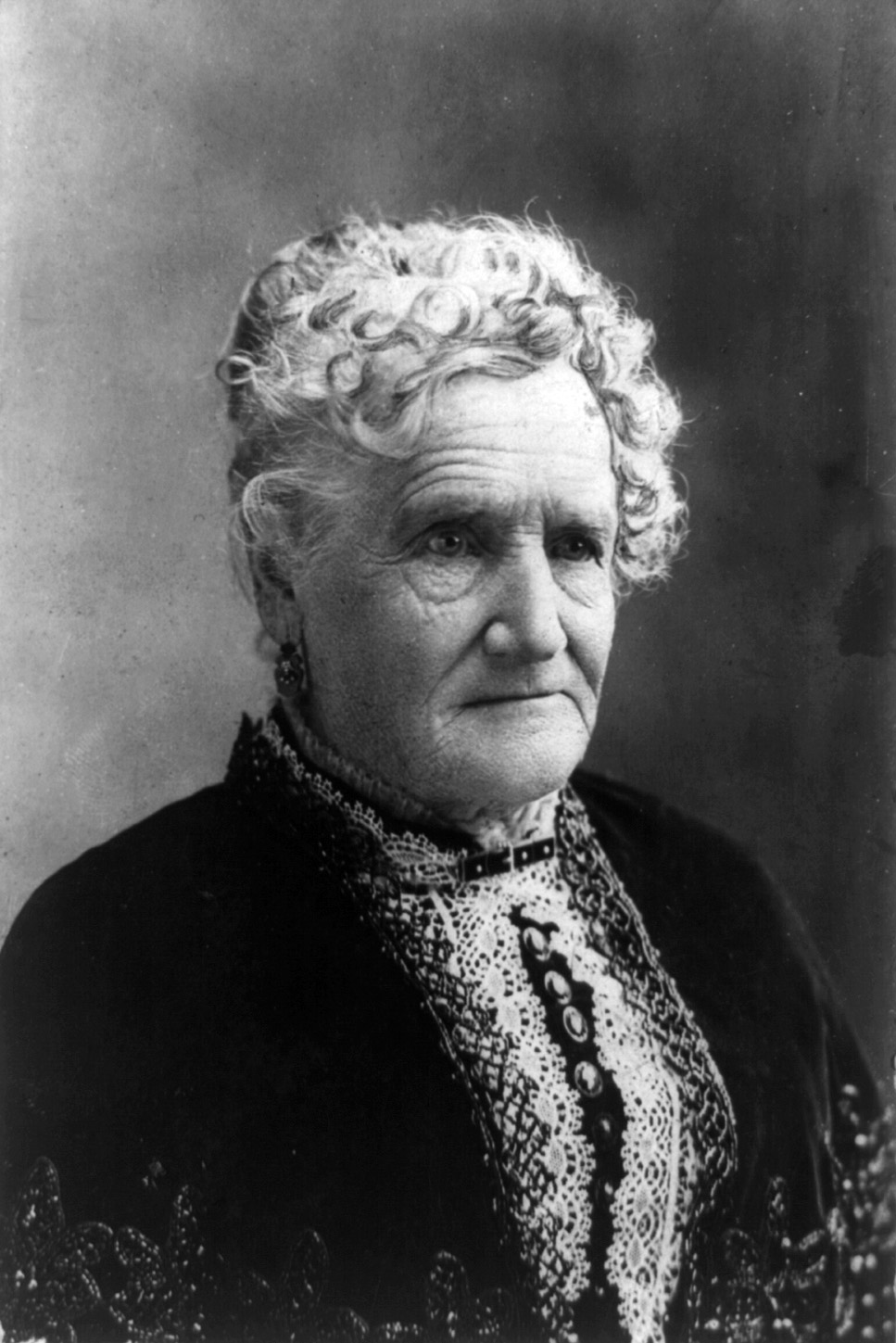
Esther Hobart Morris

 Esther Hobart Slack Morris (* 8. August 1812 in Tioga County (New York), USA; † 2. April 1902 in Cheyenne (Wyoming), USA) war eine US-amerikanische Richterin und Frauenrechtlerin. Sie war die erste Friedensrichterin in den Vereinigten Staaten und war damit die erste Frau, die ein politisches Amt in den Vereinigten Staaten bekleidete.

## Leben und Werk
Morris wurde als Esther Hobart McQuigg als Tochter von Charlotte Hobart und Daniel McQuigg, einer der ersten zwölf Siedler von Tioga County, geboren. Nach dem Tod ihrer Mutter lebte sie bis zu ihrem einundzwanzigsten Lebensjahr mit ihrem Vater, ihrer Großmutter und ihren Geschwistern zusammen. Sie zog dann nach Owego und gründete eine Hutmacherei.
Morris heiratete 1841 den Eisenbahningenieur Artemus Slack, mit dem sie 1842 einen Sohn bekam. Ihr Mann verstarb nach drei Jahren und sie zog nach Illinois, wo ihr verstorbener Ehemann Eigentum erworben hatte, da nach den New Yorker Gesetzen Frauen kein Eigentum besitzen durften. 1846 heiratete sie John Morris in Ottawa (Illinois). Anschließend zog sie mit ihrem Ehemann nach Peru, wo sie 1849 ihren Sohn John und 1851 die Zwillinge Robert und Edward bekam.
Im Jahr 1868 zogen ihr Ehemann und ihr ältester Sohn in die Siedlung South Pass City, die 1867 von Goldfund angelockten Goldsuchenden und Abenteurer in der Nähe des South Passes gegründet worden war. Morris zog 1869 mit ihren Zwillingssöhnen ebenfalls nach South Pass City, wo ihr Mann und ihr Sohn Bergbaugrundstücke gekauft hatten. Nachdem der Minen- und Saloonbesitzer William Bright im ersten Parlament des Wyoming-Territoriums eine Gesetzesvorlage initiierte, wurde 1869 dort das Frauenwahlrecht eingeführt.

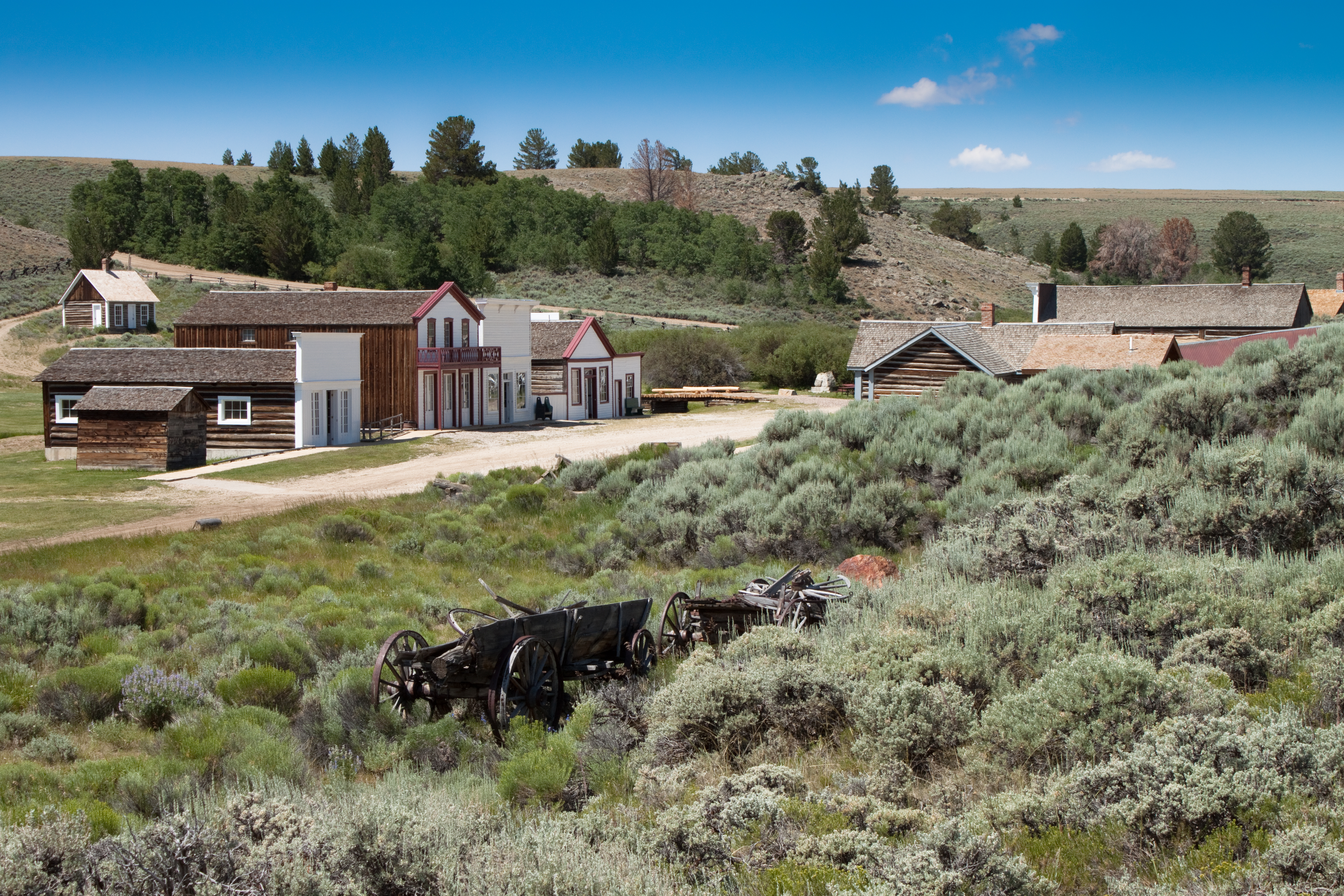
South Pass City im Jahr 2011

## Friedensrichterin in South Pass City
Der Richter des Bezirksgerichts John W. Kingman ernannte Morris 1870 zur Friedensrichterin. Ihre Ernennung erfolgte, um die Amtszeit von James W. Stillman zu übernehmen, der aus Protest zurücktrat, nachdem das Wyoming-Territorium im Dezember 1869 das Gleichstellungsgesetz verabschiedet hatte. Morris entschied während ihrer mehr als achtmonatigen Amtszeit in 27 Fällen und strebte eine Wiederwahl an. Sie wurde jedoch weder von der republikanischen noch von der Wyoming-Partei nominiert. Da die Goldfunde geringer als erwartet waren, verließen ab 1872 viele Minenarbeiter und Geschäftsleute South Pass City.

## Einsatz für Frauenrechte
Im Januar 1871 wurde Morris zu einem nationalen Kongress zum Frauenwahlrecht in Washington, D. C. eingeladen, nahm jedoch nicht daran teil. Stattdessen schrieb sie einen Brief an die Suffragistin Isabella Beecher Hooker, der vor dem Kongress verlesen wurde. Im gleichen Jahr verließ Morris ihren Mann und zog nach Laramie (Wyoming), wo sie 1873 von der Woman's Party of Wyoming als Kandidatin für die Wyoming Territorial Legislative nominiert wurde. Im Februar 1872 nahm sie an der American Woman Suffrage Association Convention in San Francisco teil. Sie war 1876 Vizepräsidentin der National American Woman Suffrage Association und im Juli 1876 hielt sie eine Rede vor der National Suffrage Convention in Philadelphia. Im Juli 1890 übergab sie Gouverneur Francis E. Warren im Namen der Frauen von Wyoming die Flagge des neuen Staates.  1895 wurde sie zur Delegierten der National Suffrage Convention in Cleveland, Ohio, gewählt.
Morris starb im Alter von 89 Jahren in Cheyenne und wurde auf dem Lakeview Cemetery in Cheyenne beigesetzt.

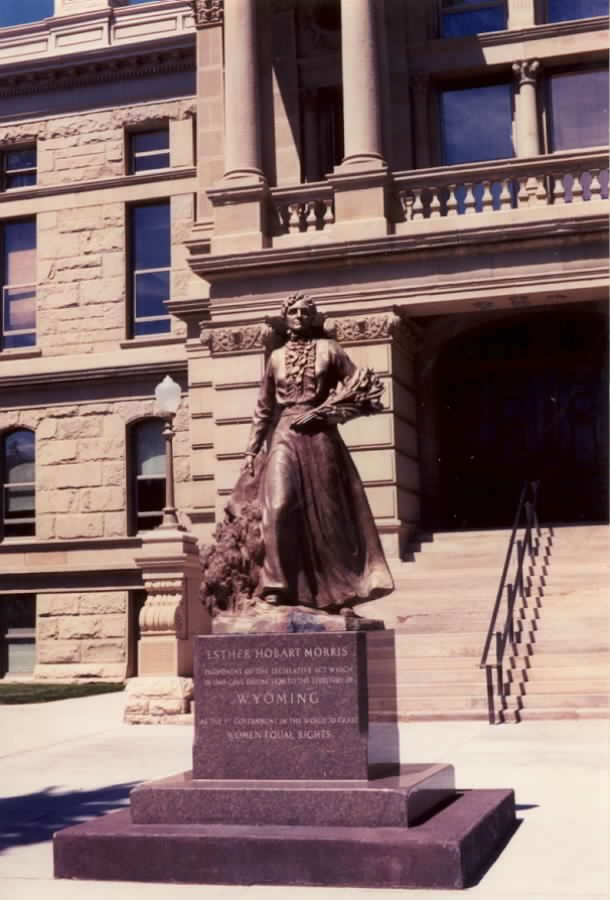
Statue von Esther Hobart Morris vor dem Wyoming State Capitol Building in Cheyenne

## Ehrungen
- 1960 wird eine von Avard Fairbanks geschaffene Bronzestatue von Morris in der National Statuary Hall Collection im Kapitol von Washington, D.C.[6] im Beisein von Vizepräsident Richard Nixon und dem damaligen Präsidenten der Wyoming State Society, Richard Arnold Mullens aufgestellt.
- 1963 wurde eine Nachbildung derselben Skulptur im State Capitol Building in Cheyenne aufgestellt.
- 2006 wurde Morris vom National Cowboy Museum in die Hall of Great Westerners aufgenommen.[7]